# The Heart of the Matter (Kenny Rogers)
The Heart of the Matter è un album del cantautore statunitense Kenny Rogers, pubblicato nel 1985.

## Descrizione
L'album, pubblicato dalla RCA su LP, musicassetta e CD, è prodotto da George Martin, che cura gli arrangiamenti insieme a Jeremy Lubbock.
Dal disco vengono tratti i singoli Morning Desire e, l'anno seguente, Tomb of the Unknown Love.

## Tracce

### Lato A
1. I Don't Wanna Have to Worry
2. The Heart of the Matter
3. You Made Me Feel Love
4. Morning Desire
5. Don't Look in My Eyes

### Lato B
1. The Best of Me
2. Tomb of the Unknown Love
3. People in Love
4. I Can't Believe Your Eyes
5. Our Perfect Song